# ماريكوريكو

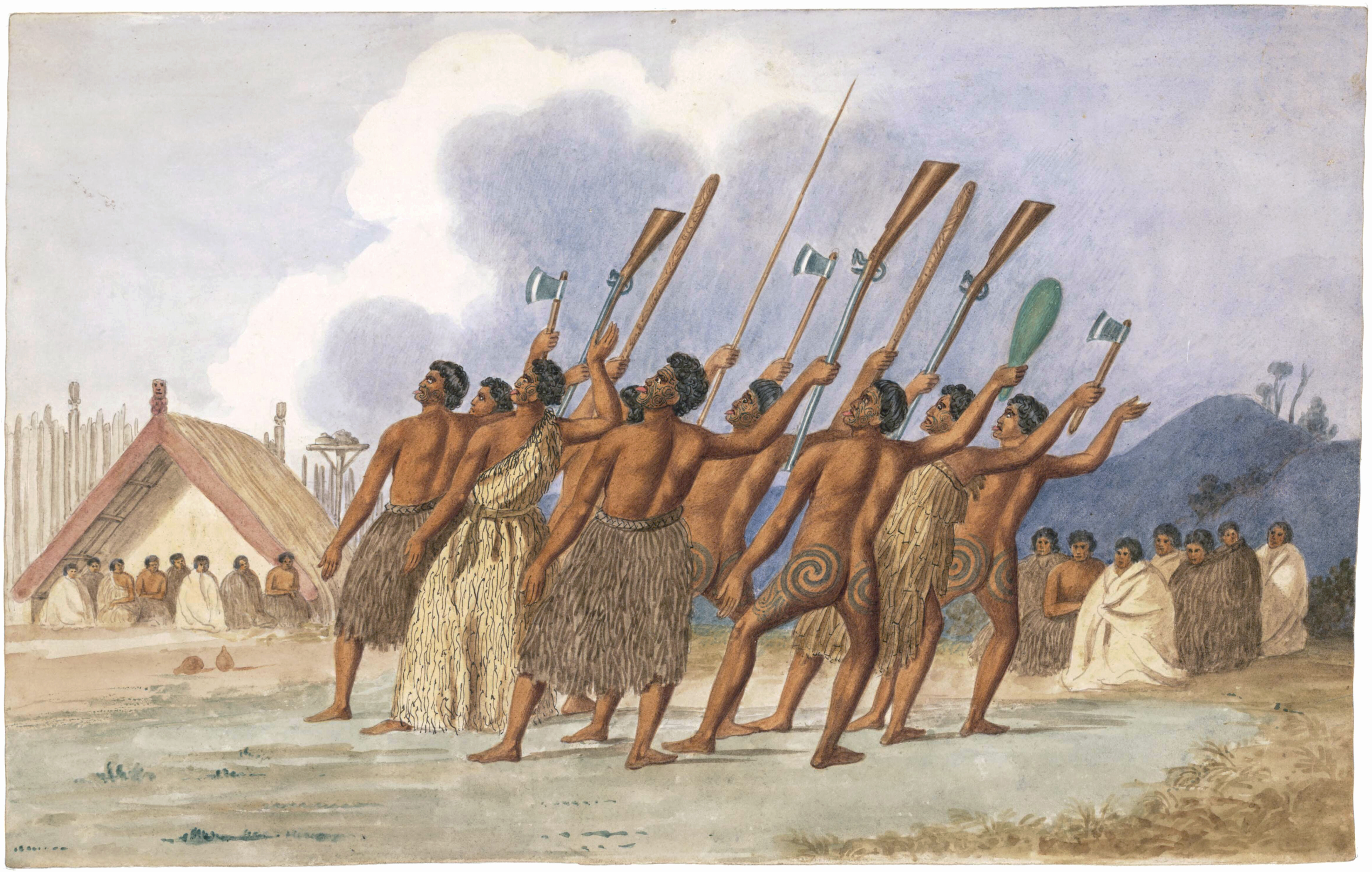
رقصة الحرب النيوزلندية

ماريكوريكو (بالإنجليزية: Marikoriko)‏ المرأة الأولى بحسب الميثولوجيا الماورية. تشكلت من تبخر حرارة أشعة شمس الظهيرة على يد ربة السراب أروهيروهي Arohirohi. ثم طلبت من باورو Arohirohi ربة الصدى، أن تمنح المرأة صوتا، فمنحتها. وعند ذلك كان لا بد من تسمية هذه المرأة الأولى فسميت ماريكوريكو (ويقال لها في هاواي ماليو «الأشعة الأولى للنور، أي الفجر» وسمي زوجها تيكي Tiki وهو أيضا الرجل الأول ومساعد الخالق في صنع الأرض. وولدت لهما ابنة، وهي الطفلة الأولى التي تولد على الأرض. وقد سماها هیني کو أتاتا Hine - Kau - Ataata.